# Fernandezina acuta
Fernandezina acuta is een spinnensoort uit de familie Palpimanidae. De soort komt voor in Brazilië.